# Прайс-лист

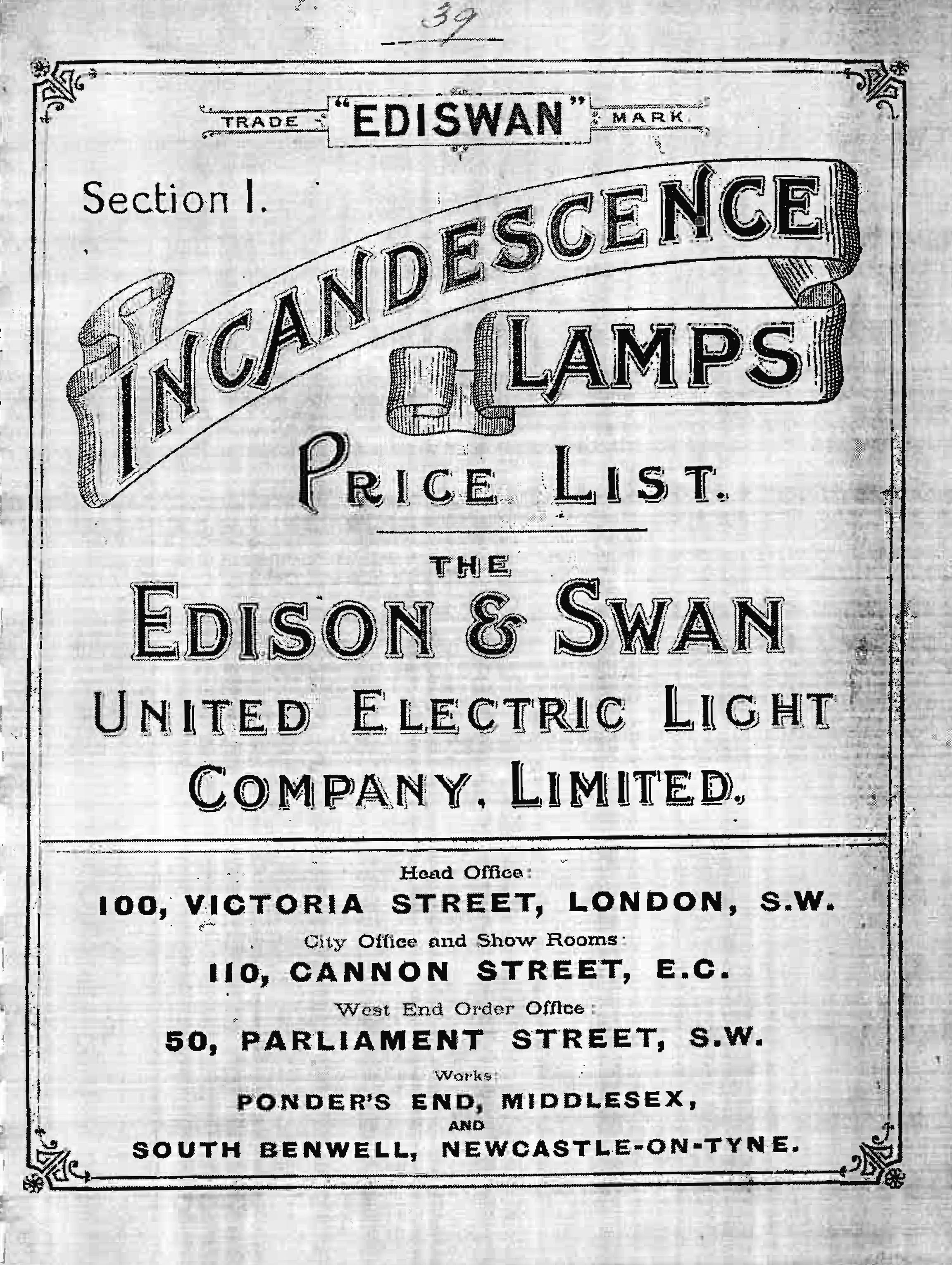
Лист-прайс на електричні лампи, 1893.

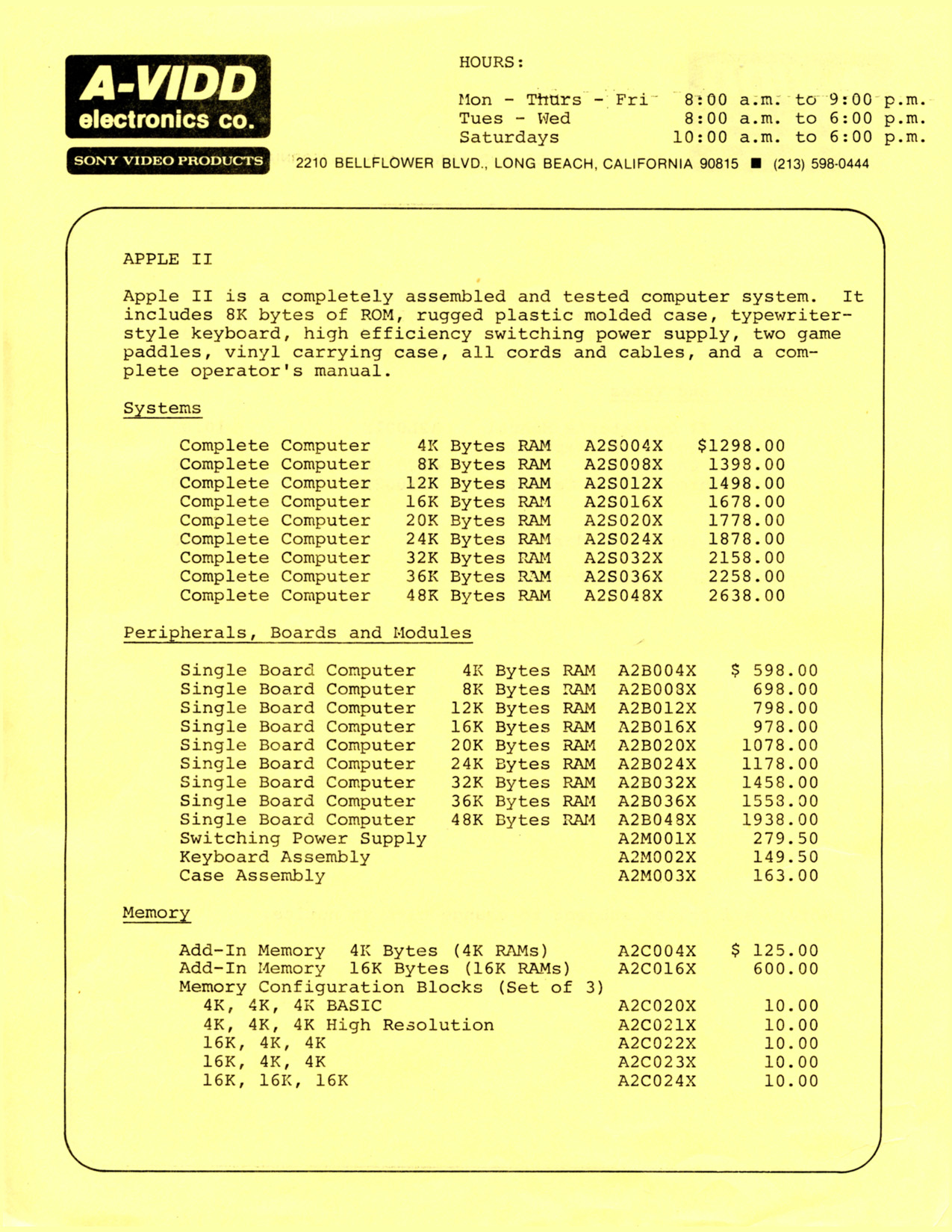
Лист-прайс на персональні комп'ютери, 1977.

Прайс-лист (англ. price list, від price — ціна і list — список) — тип видання.
Згідно ГОСТ 7.60-90, це нормативно-виробниче практичне і (або) довідкове видання, що містить систематизований перелік матеріалів, виробів, обладнання, виробничих операцій, послуг із зазначенням цін, а іноді коротких характеристик.
ВРЕ (3-є видання) повідомляла, що «В СРСР видаються окремо прайси гуртових, роздрібних і закупівельних цін, тарифів на послуги транспорту, підприємств побутового та комунального обслуговування ... Держкомітет цін СРСР затверджує загальносоюзні прайси гуртових цін на основну масу продукції виробничо технічного призначення (паливо, електроенергію, чорні і кольорові метали, продукцію хімічної промисловості і т.д.), на найважливіші товари народного споживання (тканини, взуття, трикотажні вироби, радіо товари, хліб, цукор, м'ясо, молоко, риба та ін.) незалежно від підпорядкованості підприємств, що виготовляють ці товари».